# Pardosa praepes
Pardosa praepes este o specie de păianjeni din genul Pardosa, familia Lycosidae. A fost descrisă pentru prima dată de Simon, 1886.
Este endemică în Senegal. Conform Catalogue of Life specia Pardosa praepes nu are subspecii cunoscute.